# Dương Đỗng Tiềm
Dương Đỗng Tiềm (giản thể: 杨洞潜; phồn thể: 楊洞潛; bính âm: Yáng Dòngqián; Việt bính: Joeng4 Dung6 Cim4, ?-935), tên tự Chiêu Huyền (昭玄), là một quan viên của nước Nam Hán thời Ngũ Đại Thập Quốc, từng giữ chức tể tướng.

## Thân thế
Kị của Dương Đỗng Tiềm là Dương Hồi (楊回) từng giữ chức Toại Ninh [quận] thái thú — và do vậy có thể xác định là trong thời gian trị vì của Đường Huyền Tông, vì trong thời gian này triều Đường mới có đơn vị hành chính là quận (từ 742 đến 757). Cụ của Dương Đỗng Tiềm là Dương Miễn (楊勉) di chuyển từ Thục đến phía nam Nam Lĩnh, đến Thủy Hưng, và lập gia tại đây. Ông của Dương Đỗng Tiềm là Dương Thùy (楊垂) và cha là Dương Chẩn (楊軫), cả hai đều thành thực và hữu đức.
Dương Đỗng Tiềm khi còn nhỏ tuổi đã hiếu học kinh sử, khoáng đạt, có chính lược. Thời Đường mạt, ông từng giữ chức Ung quản tuần quan. Sau khi mãn hạn phục vụ, ông đến sống tại Nam Hải (tức Quảng Châu).

## Trước khi lập quốc Nam Hán
Dương Đỗng Tiềm sau đó phụng sự cho Thanh Hải tiết độ sứ Lưu Ẩn, được Lưu Ẩn tôn làm thầy, cho giữ chức Thanh Hải-Kiến Vũ phán quan. Ông là mưu chủ trong kế hoạch của Lưu Ẩn nhằm chiếm Ninh Viễn từ Sở vương Mã Ân. (Lúc này triều Đường đã diệt vong, Lưu Ẩn và Mã Ân là chư hầu trên danh nghĩa của Hậu Lương.)
Năm 911, Lưu Ẩn mất, em là Lưu Nham kế vị. Dương Đỗng Tiềm kiến nghị Lưu Nham không nên bổ nhiệm các võ tướng làm thứ sử mà nên chọn những nhân sĩ lưu vong từ Trung Nguyên, để họ trong mạc phủ nhằm tuyển làm thứ sử, nhằm khiến các châu được quản trị tốt, tạo phúc cho dân, Lưu Nham chấp thuận.
Cũng trong năm 911, Kiền châu thứ sử Lô Diên Xương bị thuộc hạ là Lê Cầu (黎球) ám sát, Lê Cầu sau đó qua đời và người kế nhiệm là Lý Ngạn Đồ (李彥圖). Theo đề nghị của Dương Đỗng Tiềm, Lưu Nham phát binh công Thiều châu vốn đang nằm trong tay Lý Ngạn Đồ, kết quả tái chiếm được châu này. Sau đó, Lưu Nham dùng mưu của Dương Đõng Tiềm đẩy lui nỗ lực của Sở nhằm chiếm Ninh Viễn, nhờ công lao này nên ông được bổ nhiệm làm tiết độ phó sứ.
Hay tin hai chư hầu xảy ra chiến tranh, năm 912 Hậu Lương Thái Tổ sai Hữu tán kị thường thị Vi Tiển (韋戩) đi hòa giải giữa Mã Ân và Lưu Nham, Dương Đỗng Tiếm khuyến nghị Lưu Nham hòa thân với Mã Ấn nhằm hòa giải giữa hai bên, Lưu Nham chấp thuận, và đến năm 913 thì cầu hôn với Sở, Mã Ân hứa gả con gái. (Hôn lễ diễn ra vào năm 915.)

## Thời Nam Hán
Năm 917, Lưu Nham xưng đế kiến quốc "Đại Việt" (sau cải sang Đại Hán, sử gọi là Nam Hán), tức Cao Tổ hoàng đế. Nam Hán Cao Tổ dự định bổ nhiệm Dương Đỗng Tiềm làm Đồng bình chương sự và Binh bộ thượng thư, song Dương Đỗng Tiềm cho rằng bản thân không nên đứng trên Triệu Quang Duệ- nguyên là một sứ tiết của Hậu Lương, tự thỉnh làm thuộc hạ của Triệu Quang Duệ, Cao Tổ chấp thuận. Cao Tổ bổ nhiệm Triệu Quang Duệ, Dương Đỗng Tiềm và một sứ tiết Hậu Lương khác là Lý Ân Hành là Đồng bình chương sự, Triệu Quang Duệ làm Binh bộ thượng thư, Dương Đỗng Tiềm làm Binh bộ thị lang.
Năm 920, Dương Đỗng Tiềm thỉnh lập học hiệu, nhằm phổ cập lễ pháp, khai cống cử, thiết thuyên tuyển, Cao Tổ nghe theo.
Tuy nhiên, khi Nam Hán Cao Tổ xây thủy lao nhằm tra tấn phạm nhân, Dương Đỗng Tiềm phản đối song không có kết quả. Năm Đại Hữu thứ 7 (934), Nam Hán Cao Tổ lệnh cho Tần vương Lưu Hoằng Độ mộ 1.000 túc vệ binh, song Lưu Hoằng Độ lại mộ toàn là đám vô lại trẻ tuổi ngoài đường, còn trở nên gần gũi với họ. Dương Đỗng Tiềm can gián với Cao Tổ rằng Hoằng Độ là dòng đích của quốc gia, nên gần gũi với đoan sĩ, sao có thể gần gũi với đám vô lại. Tuy nhiên, Nam Hán Cao Tổ lại nói rằng Hoằng Độ chỉ dạy họ về quân sự, quá phiền Dương Đõng Tiền lo lắng. Sau đó, Dương Đỗng Tiềm ra ngoài thấy cảnh vệ sĩ cướp bóc vàng bạc của thương nhân, thương nhân không dám tố cáo, Dương Đỗng Tiềm than thở: "Chính loạn như vậy, sao cần tể tướng?" rồi cáo bệnh trở về nhà và mất năm Đại Hữu thứ 8 (935).